# Шашкина, Жамиля Нурмагамбетовна
Жамиля (Джамиля) Нурмагамбетовна Шашкина (2 октября 1914, Российская империя Семипалатинская область ныне Каркаралинский район Карагандинской области — 30 апреля 2009, Казахстан Караганда) — советская и казахстанская актриса, певица (сопрано). Народная артистка Казахской ССР (1962); Заслуженная артистка Казахской ССР (1944).

## Биография
Родилась 2 октября 1914 год Российская империя Семипалатинская область в селе Ынталы (ныне Каркаралинский район Карагандинской области). В 1931 году отправилась в Караганду и поступила в горный техникум. Принимала активное участие в кружке танцев и песен, где на неё обратили внимание и отправили в Москву на Всесоюзную олимпиаду самодеятельного творчества. После этого она твёрдо решила стать актрисой.
Сценическую деятельность начала в 1932 году в труппе Карагандинского областного казахского театра. В 1935—1936 годах училась в Москве в казахской студии при Государственном институте театрального искусства. В 1936 году принимала участие в Декаде казахского искусства и литературы. В 1937—1938 годах солистка Казахского театра оперы и балета Алма-Ате (ныне ГАТОБ им. Абая). Вышла замуж за писателя Зеина Шашкина. После того как в 1938 году её мужа арестовали, вместе с двумя дочерьми переехала в Караганду. Незадолго до войны вновь вышла замуж, у неё родилась дочь. Второй муж Шашкиной погиб от ранений, полученных на войне. С 1938 года была актрисой Карагандинского областного казахского драматического театра. В 1952 году вступила в КПСС.
Сыграла более 200 ролей, воспитала многих казахских артистов. Исполняла лирические и драматические роли, играла в музыкальных спектаклях. Образы, созданные Шашкиной, отличались искренностью и жизненной достоверностью. Среди них: Енлик, Карлыга, Айман, Жузтайлак («Енлик — Кебек», «Каракыпчак Кобыланды», «Айман — Шолпан» и «Ночные раскаты» М. Ауэзова), Кыз Жибек (в одноимённой музыкальной драме Е. Г. Брусиловского и Г. Мусрепова), Баян («Козы Корпеш — Баян сулу» Г. Мусрепова), Кручинина («Без вины виноватые» А. Н. Островского), Лауренсия («Овечий источник» Лопе де Вега), Луиза («Коварство и любовь» Ф. Шиллера), Марья Антоновна («Ревизор» Н. В. Гоголя), Шага (одноимённая пьеса Майлина), Батес («Светлая любовь» по С. Муканову), Назым («Потерянный дневник» М. Хасенова), Шарбан («Сердце поэта» З. Шашкина), Толганай («Материнское поле» по Ч. Айтматову), Диана («Собака на сене» Лопе де Вега) и многие другие.
Скончалась 30 апреля 2009 года в Караганде.

## Награды и премии
- Заслуженная артистка Казахской ССР (1944)[1]
- Народная артистка Казахской ССР (1962)[1]
- Орден Трудового Красного Знамени (7 марта 1960)[6][1].
- Орден «Курмет» (2008)[5]
- Медаль «За освоение целинных земель»[5]
- Медаль «За доблестный труд»[5]
- Почетная грамота Верховного Совета КазССР[5]
- Знак «Отличник культуры» Министерства культуры СССР[5]
- Почётная гражданка Караганды (1985)

## Память
В 2015 году в Караганде на стене дома 7 по бульвару Мира была установлена мемориальная доска. Жамиля Шашкина жила здесь с 1958 года.